# 謝爾比加普鐵路站 (肯塔基州)
謝爾比加普鐵路站（英語：Shelby Gap Railroad Station）是位於美國肯塔基州派克縣的一個非建制地區。

## 地理
謝爾比加普鐵路站所處的海拔為高於海平面412米（即1352英呎），而該地所採用的時區為UTC-5，即北美東部時區（EST）。同時該地設有夏令時間，為UTC-5調快一小時，即UTC-4（EDT）。